# Leioproctus herrerae
Leioproctus herrerae là một loài Hymenoptera trong họ Colletidae. Loài này được Toro mô tả khoa học năm 1968.